# Čokrlije
Čokrlije (cyr. Чокрлије) – wieś w Czarnogórze, w gminie Bijelo Polje. W 2011 roku liczyła 148 mieszkańców.